# Attacus auranticus
Attacus auranticus är en fjärilsart som beskrevs av Rothschild 1895. Attacus auranticus ingår i släktet Attacus och familjen påfågelsspinnare. Inga underarter finns listade i Catalogue of Life.